# Abu Kamal
Abu Kamal, ook Al-Bukamal, is een plaats in het Syrische gouvernement Deir ez-Zor. De stad telt 66.589 inwoners (2008 est) en ligt dicht bij de oude historische stad Mari
De stad fungeerde van november 2017 tot 2018 als laatste hoofdstad van het IS-kalifaat.